# プロ野球ファミスタオンライン
プロ野球ファミスタオンライン（プロやきゅうファミスタオンライン）はNHN PlayArtがハンゲームで運営していたオンライン野球ゲーム（ソフトライセンスはバンダイナムコゲームスがもつ）。2014年2月28日をもってサービスを終了した。
名前の通り、1985年に第1作が発売されたファミスタシリーズをベースとしており、単純な操作方法も継承している。

## 沿革
2005年にゲーム部分をバンダイナムコゲームスが、サーバー・課金・運営全体をNHN Japanが分担するとして開発、翌2006年8月8日に正式にサービス提供を発表、同8月15日から9月11日までのプレオープンテストが実施され、10月12日から正式にサービスが開始された。

### バージョン
各種アップデート、機能の追加などが随時行われており、以下のようにタイトルが変更されているが、プレイヤーデータなどは全てを引き継ぐ形となっており、ゲームそのものの仕様には大きな変更は無い。
| タイトル                 | 開始日        | 備考                                                                                            |
| ------------------------ | ------------- | ----------------------------------------------------------------------------------------------- |
| ファミスタオンライン2    | 2007年6月28日 | 「COM対戦」およびコミュニケーションツールである「ファミスタクラブ」の機能が追加された。         |
| ファミスタオンライン3    | 2008年6月26日 | SSPモードを利用した選手育成システムを追加し、各種メニュー画面や操作方法などをアップデートした。 |
| ファミスタオンライン2010 | 2010年3月4日  | 2010年版選手データ配信開始時に年度表記に変更した。以降選手カード更新時には年度も更新される。    |
| ファミスタオンライン2011 | 2011年3月3日  |                                                                                                 |
| ファミスタオンライン2012 | 2012年3月8日  |                                                                                                 |
| ファミスタオンライン2013 | 2013年3月7日  | 2014年2月28日サービス終了。これにより、ファミスタオンラインシリーズ最終シーズンとなる。         |

## 概要
ゲームは基本的に「ファミスタ」のシステムを踏襲した、野球盤型の2Dアクションゲームである。選手やアイテム、ユニフォームなどをすべてカード化し、カード収集ゲームの要素を取り入れたことで、より有利な、より効果的なカードを手に入れるために（あるいはカードのコンプリートを目指すなど）たくさんの試合をする、多くの勝利を目指す、クラブやフレンド登録などを通じて多くのユーザーと交流を持つなどプレイヤーが様々な目標を立てられる作りになっている。

## ゲームシステム
オンラインゲームとしての利用そのものは無料で、ほぼすべてのサービスが利用可能である。主に試合を行うことで貯まるFP（ファミスタポイント）や、課金によって補充されるFC（ファミスタコイン）を使って選手カードを集め、自チームデッキを強化してより強いチームの作成を目指す形となる。リーグ戦などでの表彰はあるが、現状では決められたゴールがあるわけではない。
試合はプレイヤー同士が集まって、一定の基準内で単独で試合を行うオープン戦と、約15日間（月初め～15日、16日～月末）を基準として試合を行い、勝敗数（他にリーグ戦ごとに防御率、奪三振数、安打数など独自に表彰がある）を競うリーグ戦がある。
2007年12月20日に、6チーム（対戦相手は自分以外の4人とコンピュータ1人分）で140試合のペナントレースを自動処理で行う、シミュレーションモード「SSP（スーパー・スピード・ペナント）」を追加。ペナントレースの試合操作および途中変更は一切不可能で、約20分後に140試合の勝敗・順位および個人成績が表示される。

### FP（ファミスタポイント）
- FPを使うことでファミスタスロットを回したり、装備品やアイテムなどを購入できる。
- FPは試合を終了までプレイすることにより1試合につき50～300FPほど手に入る（試合内容によって決まり、勝った方が多くもらえる）。
  - イニング数設定やコールドゲームになった場合など試合におけるイニング数が少ない場合は手に入るポイント数は少なくなる。
  - SSPでも最低80FPが入る。
  - レベルアップや自分の記録などを達成した時に運営者からボーナスポイントとしてもらえる場合もある。
  - 「野球くん占い」の結果により月曜日にFPが贈呈される。
  - 金曜日になるとログインするだけで1回に限り500FP獲得できる。
- FPは特定のコーチを使うことで獲得量を増やせる。また、朝練・昼練・夜練などのイベントで獲得量が増える場合もある。
- 試合を途中で終了するか、試合中に回線切断か強制終了されると故意・過失を問わずFP減少ペナルティを受けてしまうが、マイナスになることはない。減少量は監督レベル1につき、50FP。

#### 野球くん占い
2007年1月25日のアップデートで実装された。2010年6月20日に終了。
- 1日1回公式サイトで点数・イラスト付きの占いができる。
- 点数は1点から30点までのものが出る場合が多いが、100点や500点などの高得点の結果が出る場合もある。最高で5000点。
- 月曜日から日曜日までの1週間の合計点が翌週の月曜日早朝にFPとして加算される。占った回数によっては点数の2倍がFPに換算される。

野球くん占いはいぱ～
2010年6月24日のアップデートで実装された。
- 打者である野球くんの狙い球を選ぶと、打撃結果が表示される。1日1打席で、月曜日にリセットされる。3アウトになってもランナーは消えず、占いも続行できる。
  - 狙い球は3種類、結果はヒット・二塁打・三塁打・ホームラン・アウトの5種類あるが、同じ球種を選んでも別IDでは異なる結果になる場合もある。
- 得点数に応じてFPが翌週の月曜日にもらえるほか、成績によってはアイテムがもらえる場合がある。
  - 日曜日に占うとハッピーサンデーボーナスとして100FPがもらえる。
  - 他にも満塁ホームラン（トレードチケット）、サイクルヒット（ブロンズチケット）、猛打賞（獲得FPが2倍）などがある。

### FC（ファミスタコイン）
- FCは公式サイトよりハンコイン（またはハンコイン商品券）を使って購入する。1FC=1円。100FC単位で購入が可能で、1000～5000FC購入するとブロンズチケットが、10000・30000FCを購入するとシルバーチケットが特典としてついてくる（ブロンズチケットは以前は期間限定で配布されていた）。
- FCで選手が確実にもらえるファミスタルーレットを回すことができるほか、FCでしか買えないアイテムやFPで買えるものより強力な装備品、SSPチケットなども買える。
- 2014年1月9日をもってFC販売を終了した。

### 経験値
- 試合を終えることで経験値を獲得する。経験値が一定値までたまるとレベルアップし、WPの最大値が増え、より強い選手をチームに組み入れることができる。またレベルアップしたときにFPや装備品を獲得する場合がある。
- 経験値もFP同様、特定のコーチを使うことで獲得量を増やすことができる。また、朝練・昼練・夜練などのイベントで獲得量が増える場合もある。

### ショップ
FP・FCを使って選手カードの獲得、アイテムの購入などを行うモード。

#### ファミスタスロット
- FPを使ってスロットを回すことができる。ハズレはなく、必ず選手カードかアシストカードを獲得できるが、アシストカードが出る確率が高い。スペシャルカードやプレミアカードが出る確率は非常に低く、数千～数万ポイント単位の投資が必要なほどである。
- 「あたり」が出た場合は無料のアシストスロットを除いて選手カードが1枚払い出された後、もう1回回すことができる。
- セ・リーグスロット、パ・リーグスロット（1回100FP。ナムコスターズ・レジェンドヒーローズの選手が登場する場合もある）、無料スロット（1日1回。FP・FCを消費せずにアシストカードのみが手に入る）、週代わりスロット（内野手・外野手・先発投手・リリーフ投手・選手100％）が常設されているほか、必ず選手が当たる選手100%スロット、1日1回選手無料スロット、1日2回無料強力アシストカードスロットなどが期間限定で登場することもある。2012年度終了時にファミスタスロットが廃止され、1回700FPで選手が必ず手に入るFPパックに変更された。

#### ファミスタルーレット
- 基本的に100FCで1回ルーレットを回し（常設型のセ・リーグ、パ・リーグルーレットでは6回500FC,13回1000FCのルーレットもあり、1000FCのルーレットが15回に増量される場合もある）、選手を1人とアシストカードを手に入れる（アシストカードのみのルーレットもある）。ルーレットの結果次第ではFPももらえる。
- セリーグルーレット、パリーグルーレット、アシストパックルーレットのほか、期間限定で球団が固定される12球団ルーレットや、スペシャルカード以上のカード（キラキラ選手）が必ず手に入るルーレットなどが登場することもある。
- また、公式戦の規定試合数を終えた場合などにもらえるブロンズ・シルバー・ゴールドの各種チケットを使用してルーレットを回すチケットルーレットもあり、このルーレットはチケットがあれば課金せずにプレイできる（アシストカードはもらえない）。2012年度終了時にファミスタルーレットが廃止され、1回300FPで選手が2人手に入るFCパックに変更された。

#### 選手パック
2013年度は上記のスロット・ルーレットの代わりにパックで選手カードを入手する方式に変更された。セ・リーグパック、パ・リーグパックは選手カード2枚で300FC、FPパックは1枚700FP。選手パックではアシストカードは登場しない。なおFPパックについては2013年12月19日から開催されたクライマックスイベントより、1枚100FPと大幅に安くなった。

#### 装備品ショップ
後述する装備品アイテムを購入できる。

#### アイテムショップ
実在球団のユニフォームとチームマークのセットのほか、オリジナルのチームマーク（ナムコスターズ・レイルウェイズ・フーズフーズを含む）やユニフォーム・日数限定のコーチなどが購入できる。年度が更新され、ユニフォームが変更されたチームの新ユニフォームを着用したい場合は改めて購入する必要がある（古いユニフォームは購入できない）。チームマーク・チーム名が変更された場合は古いユニフォーム、選手カードでも自動的に変更される。

#### 装備品工房
購入したバット・スパイク・グローブをFPまたはFCを払うことで強化したり、カラーリングを変更したりできる。

#### スキルアップ
FPまたはFCで複数枚数の同No.の選手カードを合成することによって、その選手にスキルが1つ追加される（すでに付与されたスキルがレベルアップするブーストが発生する場合もある）。スペシャルカードやプレミアカードでも可能。同じ選手でも違う種類のナンバーや年度が違うカード（2006年版と2007年版、ノーマルとスペシャル、プレミア同士でも首位打者と最優秀選手など）の場合は合成は出来ない。スキルは既存のものと合わせて4つまで追加できる。
追加されたスキルが気に入らない場合、スキルリセットができる。この場合もFPまたはFCが必要であり、FPでリセットした場合にはロストしてしまう（カードを1枚失う）場合もある。
2010年11月25日以降、複数回のスキルアップをまとめて行い、登場したスキルの中からを1つだけ付与できるスキルアップ+が実装された（FC消費のみ）。気に入ったスキルがない場合、小額のFPを獲得できる。

### カード
カードは以下の方法で入手可能。
- FPを利用した「ファミスタスロット」
- FCを利用した「ファミスタルーレット」
- チケットを利用した「チケットルーレット」
- 「ファミスタコード」入力
- 各種イベントによるプレゼント
- プレイヤー間のプレゼント（ファミスタルーレットによる獲得時のみ。一部ルーレットではプレゼント不可）

カードには「選手」と「アシスト」の二種類がある。ルーレットの選手カード獲得画面を閉じたあとに選手カードをプレゼントすることはできない。

#### 選手カード
日本野球機構加盟のセ・パ両リーグ12球団の選手のカードが存在する（全支配下選手ではなく排出開始時各チーム50人）。その他にも以下のチームが登場する。
ナムコスターズ（Nチーム）
ファミスタシリーズで恒例となっていたナムコのゲームやキャラクターを元にした選手で構成されている。毎年全選手にプレミア（ゴールド）が用意されている。2010年にはパチンコDX・パチスロDXに登場した極アクダマーズが、2011年にはゲームTHE IDOLM@STERの登場人物（765プロ所属のアイドル13人）がカード化されている。
ハンゲー部スターズ（Hgチーム）
キャンペーンなどで登場した有名人などがカード化された場合に所属するチーム。
- 「ハンゲー部」部員（2006年のハンゲームのCMキャンペーン）
- 磯山さやか（2007年のCMキャラクター。2009年にもカード化）
- 2009年のOB選手23人
- 2010年のつぶやきシロー（twitterとの連動企画に参加）
- ファミス隊（全国大会のキャンペーンガール）
- 第4回全国大会優勝者（本人専用カード）
- 運営スタッフ
- 石川梨華

などが所属する。
レジェンドヒーローズ（LHチーム）
- 2010年版以降のOB選手所属チーム。ノーマルカードのほかに「ファミスタ殿堂」マークがついたプレミアカードもある。2013年版は未収録だった。

また、以下の2つはチームとして存在するわけではないが、オリジナル選手にも分類上チーム名が与えられている。これらのオリジナル選手はトレードできない、複数枚デッキに組めないモードがあるなどの制約がある。
育成選手（OG）
カード番号は「U」+3桁の数字で管理される。
ファミスタアカデミー選手（AP）
カード複製によりスキルアップもできる。カード番号は「A」+3桁の数字で管理される。
カード表面（とされる側）には選手名とその選手の特徴的な風貌やフォーム、体型などを3頭身の「ファミスタ風」のキャラクターで表現したイラスト、所属チームロゴが記載され、野手には「ミート」「パワー」「バント」「走力」「肩」の各種能力が、投手には「球速」「右変化」「左変化」「下変化」「スタミナ」の各種能力が数字（1～79）とアルファベット（SランクからGランクまで10刻みで8ランク）で記載されている。
カード裏面（とされる側）には投打の利き手と、野手は守備可能な守備位置最大2箇所とその守備能力ランク、投手は球威ランク（選手管理画面で詳細な数値が確認できる）と投手適正「先発型」「リリーフ型」、さらに「スキル」と呼ばれる特定条件で能力が変動する特殊能力（レベル1～4まであり、レベル4では特別な名称が付いている）が記載される4つのスペースと、能力アップさせるアイテムの装備欄が4つ用意されている。2010年度版以降は野手の守備位置とランク・数値、投手の球威とランク・数値が表面に移動した。2011年版では裏面に守備位置が図示されている。
レアリティは2012年度まではノーマルカード、スペシャルカード（銀）、プレミアカード（金）の3種類、2013年度はノーマル、シルバー、ゴールド、レインボーの4種類となっている。
ノーマルカード
年度によって色は異なり、濃淡2種類。2011年はその年活躍したフィーバー選手が10月に追加された。
スペシャルカード・シルバーカード
原則スキルが1つ付与されている。2010年以降通常のスペシャルカードでも能力ボーナスが付加された。2011年はフィーバー選手の能力をベースにしたスペシャルカードも追加された。
- ブレイク選手
その年に活躍した低WP選手をカード化したもの。能力ボーナスが通常より多い。
- ファミスタオールスター・ファミスタドリームメンバー
2011年・2012年に両リーグのポジションごとに行った投票に基づいて作成されたカード。

プレミアカード・ゴールドカード・レインボーカード
能力ボーナスが付加されているものが多い。2012年度版はゴールドルーレット・ナムコスターズを除きプレミアカードは年度内でも期間限定となった。
- タイトルホルダー

首位打者・最多本塁打・最多打点・最多盗塁・最多安打（2011年から）、最優秀防御率・最多勝利・最多奪三振・最多セーブ・最優秀中継ぎ投手（2010年から）、最優秀新人・最優秀選手を獲得した選手のカード。2008年以降は専用スキルが付与されている。
- 月間MVP
2007年度より追加。月間MVPを獲得した選手のカード。原則翌月のアップデートで配信される。スキルは2種類付与される。
- 記録達成
2007年度より追加。安打・本塁打・打点・盗塁、勝利・奪三振・セーブが節目の記録（2000本安打、1500打点、200セーブなど）を達成するとシーズンオフに配信されるカード。スキルは2種類付与される。
- ファミスタMVP
2009年度より追加。各チームごとに行われる投票に基づいて作成されたカード。レベル4のスキルが1つ付与される。

全てにナンバーが記されており、年度をまたいで通し番号になっているが、年度が切り替わるごとに下3桁が「001」から振り直しになるため、欠番となっている番号も存在する。
新年度のカードが排出開始になると、旧年度のカードは排出されない。シーズン途中でも、移籍・退団した選手はベンダー（スロット・ルーレット）のデータから削除され獲得できなくなる（取り下げと呼ばれる）。ただし、取り下げまでに入手したカードはその後も使用できる。
| 年度 | 色 | 枚数 | 欠番              | 配布期間                     | 特徴 |
| ---- | -- | ---- | ----------------- | ---------------------------- | --- |
| 2006 | 緑 | 792  | No.795～No.1000   | 2006年10月12日～2007年3月1日 | 能力は総じて低めに設定されているが、WP値も低い選手が多く、そのため「そこそこの性能で、WPも低く使い勝手の良い」選手カードが多い。ファミスタオンラインシリーズではシーズンごとに登場したカードの種類はシーズン最少。 |
| 2007 | 青 | 995  | No.1996～No.2000  | 2007年3月1日～2008年3月6日   | カード能力、WP値のインフレ化が進んでいる。そのため能力は高いもののWP値が高く、2007年度になってからも2006年度版のカードを組み込んだデッキを組む利用者が多かった。                                                   |
| 2008 | 紫 | 972  | No.2973～No.3000  | 2008年3月6日～2009年3月5日   | 2007年度よりさらにインフレ化が進んでいる。能力の変動に関して前年の成績を大きく受けるようになった。野手に関しては2007年度版よりも守備力が高くなった選手が多い。                                                     |
| 2009 | 赤 | 993  | No.3994～No.4000  | 2009年3月5日～2010年3月4日   | 2008年度版よりも能力・WPが抑えられている選手が多い。 |
| 2010 | 黄 | 1288 | No.5289～No.6000  | 2010年3月4日～3月3日         | カードデザインが大幅に変更され、選手のグラフィックの種類も増加した。 |
| 2011 | 緑 | 1360 | No.7361～No.8000  | 2011年3月3日～2012年3月7日   | さらなるデザイン変更により、選手のグラフィックが大きくなった。ファミスタオンラインシリーズではシーズンごとに登場したカードの種類はシーズン最多。                                                                   |
| 2012 | 青 | 1296 | No.9297～No.10000 | 2012年3月8日～2013年3月6日   | |
| 2013 | 紫 | 1163 |                   | 2013年3月7日～2014年2月28日  | カードNo.が10000を超えたため、2012年度版以前の能力表のカードNo.も5桁になった。後に発売されたプロ野球 ファミスタリターンズではこの年度のカード形態がベースとなっている。                                            |

##### 球団レンタル
2009年6月25日のアップデートで登場したサービス。月額料金を払うことにより、12球団のうち1チームの最新年度のノーマル選手（取り下げ選手を除く）をチームごと使用できる。複数球団のレンタルも可能だが、レンタルデッキ同士や、レンタルデッキと通常のデッキと組み合わせることはできない。
2012年1月26日にハンコイン決済、クレジットカード決済が終了した。2012年3月1日で期間券利用が終了し、期間券クーポンで利用しているユーザーの利用期間が終了後完全に終了する。

#### アシストカード
試合中にタイムメニューから選べるカードを選択する事によって、試合を有利に進められるアシストカードを使用できる。単一の選手の野手能力を向上させるカードや、すべての選手の守備能力が向上するカード、球場の風向きと風力が変わるカードなど、様々なカードが用意されている。有効期間は1打者もしくは1イニング。
サービス開始当初は1試合で使用可能なカードは3枚までであったが、2007年8月23日より最大5枚まで使用可能となった。カードの組み合わせに制限はないが、大会などでは「ガソリンタンク」は1試合に1枚までとされることがある。SSP開始後は、デッキの特徴付けを行うための要素にも使用され、使い道が広がった。2008年12月11日より特定のアシストカードを5枚を合成することで、上位カードが生成できるようになった。12球団の選手が応援カード、磯山さやかが応援カード、監督が応援カードなど、期間限定で配布されたアシストカードなどもある。

### アイテム
- アイテムは選手の能力を上げることができる。
- バット・スパイク・スネ当て・ヒジ当て・リストバンド・グローブの6種類がある。
- 能力が上がるアイテムをつけると基本的に効果に応じて選手のWPが1～5上がる（上がらないアイテムもあり、主にイベントで配布される）。一部はWPが10～25上がるものもある。

#### コーチ
コーチを選択して試合をすると、経験値やFPにボーナスが付く。FCを消費して購入する期限付きコーチと主にイベントでもらえる試合数限定コーチがいる。

### ロッカールーム
デッキの作成、チーム名・ユニフォームの変更、コーチの設定、選手・アシストカード・アイテムの管理・アカデミー選手の管理が行える。不要になった選手のFP交換（2012年度まで）やアシストカードの合成などもこのモードで行う。チームの選手枠は野手13人、先発投手1人とリリーフ投手6人の最大20人。最低14人登録（各ポジション計9人。DHデッキでは指名打者含め10人）する必要がある。
ファミスタアカデミー
試合を行うと得られるアカデミーポイントを使用してオリジナル選手（アカデミー選手）を育成する機能。アカデミー選手を作成するにはFPが必要。選手のグラフィックはパーツ（FPのパーツとFCのパーツがある）を購入することで変更可能。
選手能力には初期値のほかにポテンシャル（上限値）が設定されており、ポテンシャルは試合を行うことで上昇する可能性があるほか、FPもしくはFCで行う特訓が成功することにより上昇する。
選手の複製が可能で、カードストックによる能力の上昇やスキルアップなども行える。

### 選手トレード
2009年9月17日に実装された機能。最新年度の選手で放出側の選手とのWP差が10以内の選手が対象。自分の放出カードと希望カード（直接選手カードを3枚まで指定するか条件で絞り込むことで提示する）を指定し、トレードリストに登録後72時間以内に交換相手が見つかればトレード成立となる。成立相手は放出側、希望側ともに発表されない。なお2013年度版は期間限定で開催され、トレードリスト登録後24時間以内に交換相手が見つかればトレード成立となる。
トレードをするためにはトレードチケットが必要で、放出側はトレード申請時に、希望側はトレード行使時に1枚使用する。毎月1枚もらえる無料トレードチケットでは72時間に交換が成立しなかった場合にチケットが返却されないが、有料で購入する無制限チケット使用時にはトレード失敗でもチケットは返却される。選手カードはどちらのチケットを使っても返却される。また、無料トレードチケットは新年度切り替え時に削除される（メールボックスから取り出していないチケットも削除されるため、持ち越しができない）。
1か月のトレード可能回数は10回と決められており、トレード不成立の場合でも回復はしない。2013年度版は無制限。

### メダル交換所
2011年2月3日のアップデートで登場。後述のリーグ戦およびSSPで入手する「ファミスタメダル」をアイテムと交換できる。

## 試合
2009年12月17日にDH制が実装された。延長戦ありの場合の延長戦は勝ちぬきロビーを除き設定イニング+3イニングまで。2012年12月にはグラフィックをファミコン版に近付けたクラシックモードが搭載された。

### オープン戦（フリー対戦）
- オープン戦は対戦相手がいればいつでも試合ができる。
- 試合条件等が書かれた部屋から選んで入室する。自分で作ることも可能。入室後には相手のレベルや名前などが見える。
- 試合終了後に獲得できるFPはリーグ戦に比べて少ない。
- コールドは5点差、10点差から選択。イニング数は3,6,9イニングから選択。デッキレベル制限や監督レベル制限の設定もできる。
- 観戦ロビーでは試合を観戦できる。観戦者もチャット可能。

#### 勝ち抜きロビー
2010年7月29日のアップデートで実装された。毎週水・金・日曜日の20:00～23:00に観戦ロビー内で開催される。
- イニング数は1イニング+延長1イニング。
- 一定期間の連勝数などに応じて「連勝スロット」を回すことができる。

### 公式戦
レベル・WP制限がある複数のリーグ戦があり（レベルが低いうちは上位のリーグに参加できない）、期限は半月（通常1日～15日と16日～月末。カードの年度変更時期の3月は不規則になる場合もある）で期間内に規定試合数（10～15試合。以前は16試合以上のリーグもあった）を消化すると終了ボーナス（FPとファミスタルーレット用チケット。イベント中にはさらにランダムでアイテムやカード）がもらえる。その後も試合を行うことができ、FPと経験値は通常の1.2倍獲得できるが成績は反映されない。ファミスタクラブではこのモードの成績が反映される。
このモードも対人戦のみ（入れ替えリーグ除く）となる。ただし対戦するユーザー、試合設定などは選べない。
勝率や打率などの特定の項目（対象となる項目は2種類あり、ひとつは事前に発表され、もうひとつは期間終了後に発表される）の成績上位者には表彰があり、FPとファミスタメダル（2010年2月下半期までは装備アイテム）がもらえる。
2011年には3軍制の入れ替えリーグが登場。規定試合数はなく、独自のリーグポイントを競う形式で、成績が良いほど景品と交換できるファミスタメダルがもらえる。2軍以下ではコンピュータとのマッチングもある。
さらに1週間で6イニング5試合を消化するレベル12以下限定（2008年10月30日以前はレベル3以下限定）の初心者リーグがある。このリーグの試合結果はクラブの成績に含まれず、表彰対象ともならない。

### SSP
使用できるカードは限定リーグと同じ年度のカードに限られる。投手8人（先発4人・中継ぎ3人・抑え1人）と野手13人(スタメン8人・控え5人) でチームを編成（選手枠をすべて埋める必要あり）し、必要ならばアシストカードを選んでチームスキルを追加して、エントリーボタンを押して登録する。約20分経過するとペナントが終了しゲーム内でミニメールが届く。その後登録したリーグを見るとSSPの結果が表示されFPがもらえる。SSPモードも勝率などの成績上位者には表彰があり、FPとSSP限定装備品がもらえる。
1日1回は無料でプレイできるが、2回目以降はSSPチケット（FCで購入可能）を使用すれば1日何度でもプレイできる。SSPチケットを使用した場合はFPの獲得量が増加する。
ファミスタオンライン3以降、SSPモードを利用したオリジナル選手育成ができるようになった。SSPに使われた選手およびアシストカードによって育成方針を定め、ペナント終了後に成長結果が報告される。FPでは5回のみ育成できるが、FCで育成選手を購入すると7回の合成が可能である。2009年9月17日以降は手持ちの選手をコーチに指定することもできる（選手によってはFPかFCが必要な場合もある）。この場合選手の能力が方針に反映される。
2008年3月6日～2011年1月27日にはFPと同時に「SSPポイント」がもらえ、ポイントに応じたアイテムと交換できる仕組みだったが、入れ替えリーグ導入に伴いファミスタメダルに統合された。

### トーナメントモード
4人～16人まで参加可能。ロビー別に3,6,9イニング制の勝ち抜き戦を行うことができる。同一チームカード縛りや個人WP縛りなどの制限設定もできる。
規定イニングを戦い終わっても同点で引き分けだった場合は
1. 合計WPが低い方
2. 安打数が多い方
3. 三振数が少ない方

の順で判定を行う（三振数も同じだった場合は抽選）。他のプレイヤーの試合と同時進行であるため、制限時間が設定されている。
2009年7月30日のアップデートより、レギュラートーナメントが実装された。このトーナメントは毎週火・土曜日の20:00～23:00に開催され、16チームのトーナメントの上位3チームにFPが配布される（参加賞もある）。イベントで特殊なトーナメントが開催される場合もあり、装備品アイテムやチケットなどがもらえる。

### 対COM戦
コンピュータチームと対戦するモード。一定レベルまでは試合結果に応じてFPおよび経験値ももらえる。

#### チャレンジCOM戦
実在12球団およびオールセントラル、オールパシフィック、ナムコスターズで構成された27チームと対戦する（それ以外にも期間限定イベントチームも登場する）。レベルは9段階あり、1レベルに3チームが登場する。レベル4まではWPの低い選手が主体だが、レベル5から8まではチームの主力選手が登場し、レベル9はオールスターチームとの対戦となる。勝利するとFP、装備品、選手カードが商品としてもらえる。2013年版は表バージョンの全27チームに勝利すればプレイできる裏バージョンも登場した。裏バージョンはCOMレベルが強い固定で、COMもキラキラ選手を使用してくる上、COM全員が常に絶好調になっているので不調にならない。
各チームごとに10個のチャレンジ課題が設定されており、1チームの課題をすべてクリアするとFPが、全体での達成度が10％ごとにルーレット用チケットなどがもらえる。イベント対戦として登場するチームは全体の達成率に含まれない。

#### 俺ジナルCOM戦
2009年12月17日に実装。他のプレイヤーが登録したチームと対戦する。合計WPによってレベルが分かれ、WP別のチャレンジ課題も用意されている。デッキ構成側のチャレンジもある。
チーム登録は自分の手持ちのカードから選手を選び構成する。育成選手だけのチームも登録できる。

#### 球場
※両翼、センターまでの距離についてはそれよりも短い飛距離でホームランになることも多い。
- ファミスタ市民球場

サービス開始時に用意されていた球場。両翼90m、センター110mの天然芝球場。ホームランを打つと、上空をセスナ機が飛ぶ。
- ファミスタドーム

2007年10月25日に追加された球場。両翼100m、センター120mの人工芝球場。東京ドームがモデル。ドームということで、風速が常に0mだが、アシストカードで風カードを使用することにより追い風・逆風を吹かせることが可能。ホームランを打つと、ドーム内を飛行船が飛ぶ。
- 河川敷球場

2007年11月29日に追加された球場。両翼75m、センター90mの天然芝球場。ファミスタシリーズで名物になっている草野球レベルの狭い球場で、極端にホームランが出やすい。観客は31人しかおらず、寝転がっている観客もいる。ホームランを打つと、バックスクリーン後方の鉄橋を電車が通過する。
- モンスター球場

2008年1月31日に追加された球場。両翼90m、センター130mだが、左翼フェンスが極端に高く（約5倍）、右中間がえぐれるように深くなっているために、左翼へのホームランが出にくく、右中間への当たりが長打になりやすい左右非対称の球場だが、実際のシステム上ではそれほど左翼フェンスの高さは脅威とはいえない。ボストン・レッドソックスの本拠地フェンウェイ・パークがモデル。名称の「モンスター球場」は、巨大左翼フェンスの愛称グリーン・モンスターから。メジャーリーグの球場がモデルになっているからか、観客が金髪や茶髪などで表示されている。ホームランを打つとロサンゼルスオリンピックの開会式で有名な、ロケット・パックを背負った人（公式サイトでは野球くんと説明している）が上空を飛ぶ。
ファミコン用ソフト「ファミスタ'90」では同様の球場が「ふえいふえい球場」として登場している。
- ナイター市民球場

2009年12月17日に追加された球場。ナイターのファミスタ市民球場。ホームランを打つとマスタードとトマトケチャップを塗ったホットドッグが空を飛び、ナイアガラ花火が作動する。
- もろこし球場

2009年12月17日に追加された球場。とうもろこし畑の中にある球場。フィールド・オブ・ドリームス内に登場する球場がモデル。ホームランを打つと農業用トラクターが走る。
ファミコン用ソフト「ファミスタ'91」では同様の球場が「とうもろこし球場」として登場している。
- デッカイスタジアム

2012年9月13日に追加された球場。両翼100mを超える巨大球場。
- ラッキースタジアム

2013年7月18日に追加された球場。ホームランの着地点によってFPを獲得できる。
- ナムコスタジアム

2013年8月29日に追加された球場。

#### ファミスタクラブ
- 当ゲームにおける「ギルド」のこと。自分で作ることも可能で、既存クラブに入る場合はリーダーの許可が必要。公式戦と同じ期間でミッションが出されそれをクラブメンバーで達成するとFPが獲得できる。また、クラブのレベルが上がると記念品としてFPや選手カード、装備品などがもらえる場合がある。

## ブラウザリーグ
2011年6月9日より、『ファミスタオンライン ブラウザリーグ』の運営が開始された。その名の通りブラウザゲームであり、専用クライアントのダウンロードは不要。選手カード・FC・ルーレット用チケットは相互に使用できるが、ブラウザリーグで使用できるカードは最新年度のもののみで、育成選手・アカデミー選手は使用不可能。ブラウザリーグでは試合の操作は行われず、対戦相手との試合は演出含め（2回・4回・6回終了時点での試合状況により優勢・接戦・劣勢の3つの状況が表示される）10秒程度で終了する。
試合などの行動は「球団ポイント」を消費することで実行できる。消費した球団ポイントは時間経過で回復する。
2012年3月9日より2012年度のブラウザリーグが開始された。ゲームシステムは2011年度と異なっている。2013年版への更新は行われずに2013年2月28日サービス終了。
選手カードを入手するために必要なスロット・ルーレットを回すためのポイントは以下の2つがある。
- GP

ゲーム内ポイント。アイテムの購入やスロットを回すのに使用する（セ・パ各リーグ400GP）。1時間ごとに支給される（球場のレベルによって支給額は異なる）他、試合に勝利すると入手する場合もある。
- FC

ファミスタコイン。ファミスタオンラインと共通のものとして管理されるので、別途に購入する必要はない。ルーレットも両方に登場する。
設備投資
GPまたはFCを消費して設備アイテムを購入することができる。スロットやルーレットなどで手に入ることもある。
- スポーツドクター

球団ポイントを回復させる。2012年度は課金アイテムとしてのみ登場。
- トレーニングマシン

2011年度に登場。一定時間選手能力が向上する。
- ホーム球場

交流戦のレベルリーグが一定値に達するとアップグレードできるようになり、能力ボーナスが増加する。
- 金庫

2011年度に登場。GPを預けることができる。金庫に預けたGPは交流戦に負けても没収されなくなる。交流戦のレベルリーグが上位クラスの金庫にアップグレードでき、クラスが上がると預けられるGPが増加する。

### 試合
試合には以下の3つのモードがある。それぞれ上位にはGPやチケットなどのプレゼントがある。
交流戦
リストアップされたチームと対戦する。勝利した場合は相手からGPを奪うことができる（マイナスにはならず、相手がGPを持っていない場合は獲得できない）が、敗退した場合はGPを失う（2011年度のみ）。運営チームが混じることがあり、勝利すると設備アイテムがもらえる。勝利数などの条件を満たすと、リーグレベルがアップする。
クラブ対抗戦
プレイヤーはブラウザリーグ独自の4クラブのいずれかに所属し、人気度1位のクラブを目指す。対戦相手はエリア（日本の47都道府県）を選ぶと表示され、試合結果に応じたGPがもらえる。敗退してもGPの没収はない。
SPリーグ戦
エントリーしたプレイヤーの中からカードデッキの総合力に基づいたマッチングが行われ、20人のリーグが組まれる。試合に勝利するともらえるポイントを競い、規定試合を消化したうえで入賞するとGPやブロンズチケットなどの商品が獲得できる。敗退してもGPの没収はない。

### デッキ作成
プレイヤーは野手8人（控え選手はない）・先発投手5人・リリーフ投手3人でデッキを構成する。2枚以上所有しているカードにはファミスタオンライン同様能力ボーナスがつく他、スペシャル・プレミア選手にも能力ボーナスが加算される。
2011年度はWPはなく、無制限にメンバーを構成できたが、2012年度はWPが付与されデッキ上限内で編成を行うようになった。2012年度はフリーデッキとして、2011年版選手カードと組み合わせてデッキを作成できる。フリーデッキが使用できるのは1日1試合のみ。

### 監督カード
試合の結果によっては監督カードのかけらが手に入る。A-Fの6つのかけらがあり、完成させると選手の能力が上昇する。かけらは交流戦で他のプレイヤーに勝利して奪うこともできる。奪われたくない場合はガードマンを購入することで1回だけ防げる。

### 秘書ミッション
秘書ミッションをこなすことで、観客動員数が増加する。観客動員数が一定値に達すると球場レベルがアップし、ホームゲーム（他のプレイヤーに対戦相手として選択された場合）に能力ボーナスがつく。2012年度は未実装。

### クエスト
チュートリアルを兼ねたクエストで、達成するとGPなどがもらえる。

## 問題点
オンラインゲームという、様々な環境の人間が多数同時参加するシステムの影響からか、サービス開始直後からゲームそのものに影響を与える不具合が日を追うごとに表面化し、その多くは一応の改善は見られたものの決定的な解決には至っていない。

### 試合
これらの試合に関する問題は、細かい判定や緻密な操作が要求される野球ゲームを2名のユーザーがリアルタイムでネットワーク対戦する処理で発生する双方のタイムラグや回線速度差などが原因とされている。
- 回線タイムラグ

回線速度の違い、あるいはサーバー自体の混雑から発生するとされている。極端にゲーム進行やレスポンスが悪くなり、球を打つ、捕る行為に支障が出る。また意図的に回線速度やゲーム進行速度をコントロールする方法（俗に「加速器」と呼ばれる）もあり、そのような規約違反行為を行っているプレイヤーもいる。
- バグストライク[8]

ファミスタオンラインのシステムその物の問題であり、バットが振られていなければ「投手側クライアントの判定」が適用され、また、バットが振られていれば「打者側クライアントの判定」が適用されてしまうため、打者側ではラグによりボール球に見えたため振らなかった→投手側クライアントの判定によりストライクになり、逆に打者側ではラグによりボール気味にみえたが振ってしまった→打者側クライアントではボール球なので当てる事が出来ずに空振りなりストライクになる。結果、狙って投げれば特定の投手なら誰でも出来てしまうバグプレーである。
- 無人プレイ[9]

オンラインゲーム全般（特にMMORPG）によくある問題点ではあるが、当ゲームも操作のマクロ化、放置による「稼ぎ」が可能である。基本的に試合を多数行えば行うほど、勝ち負けに関わらず1試合ごとに多少のファミスタポイントが得られ、さらに一つのリーグ（10試合～20試合）をこなせば大量のファミスタポイントが手に入るため、自動操作を組み込むユーザーが多く見られる。自動操作の特徴は、ほとんど投手がプレート移動をせずに球を真ん中に投げ続ける、守備がオートモードである、攻撃時には真ん中に立ちバットを振り続けるだけ、といった特徴があるため、プレイヤー側としてはすぐに判別可能である。
現在の仕様では公式戦において対戦相手を選んだり避けることはできないため、このようなユーザーと対戦することになると、対戦相手は勝利を得ることはできるものの、プレイヤーとの対戦を楽しめないなどの被害を受ける。
このような不正プレイヤーと当たった相手としては、ホームランや打率、防御率、奪三振数など表彰対象となっている項目を稼ぐことができた。しかし、無人プレイのマクロの向上および送球のオートモード導入により、無人プレーヤーでも盗塁を防ぐ、ストライクに来た球は打つ、といった操作が行われるようになったため、上記のメリットも失われつつある。
- 左右同時押しによって一時加速させたチートプレイ

不正対策検知機能の弱点として、加速器を使われてもすぐに検知されない（一定の間合いがある）。少しの速度調整なら検知されないものがある。FA宣言が実施された数日後の2008年4月22日に、そのセキュリティの脆弱性をつくチートが発見された。投手が左右に移動しながら投げる事によって時々発生するタイムラグという行為から応用したチートが横行した。
投手のプレート移動速度、球速表示と合わない投球の速度、守備の送球の速度、バッターボックスの移動速度などが不正に加速される。
- SSP不正利用

複数台のクライアントを起動し、本来使用するアカウント（本アカと略される）と、わざと弱体化させたサブアカウントで同時にSSPにエントリーすることによって、本来使用するアカウントの勝ち数を増やし、FPやSSPPを不正に取得する行為。ユーザーからの通報によって摘発されることもあるが、抜本的な対策はいまだなされていない。
- バグ打法[要出典]

打席最前列で、投球されたボールがバットが届く領域に達する前にスイングする、などの打法。原因は不明であるが、この打法をパワー40以上の選手に用いると、完全な逆球でない限り、ストライクゾーンに来た球はかなりの確率でホームランないし長打にすることが可能となる。また、投手側がストライクゾーンを外れた球や、スローボールでタイミングを外しても、ほとんど意味をなさない。これに対する対処法としては、最もベースから離れた所にボール球を投げるか、逆球を投げる、あるいはフォークボールを投げるの3種類がある。配球を読みつつこの打法を用いるプレイヤーとの対戦では、2ストライク3ボールの枠内での対戦のうち、1球でもストライクボールを読まれてしまうと、確実に長打を打たれるので、投手側が圧倒的に不利となる。かつて、この打法もマナー違反であるとして使用を差し控えていたプレーヤも少なくなかったが、最近では、公式戦でこのようなマナーを重視するプレーヤが減り、この打法を多用するプレーヤがほとんどを占め、“勝ちゃイイ”的な無法地帯になっている。
- ファミスタ安心宣言

2008年4月15日より開始された「FA宣言（ファミスタ安心宣言）」により、上記各種タイムラグに起因する問題や、無人プレイ、バグストライク等に対する対策が実施された。しかしながら、不正行為に関しては、いわゆる「いたちごっこ」となっており、未だ改善に至っていない問題点が多く、根本的な解決の見通しは立っていない。また、健全なゲーム運営を行うための安全対策と具体的な概要、説明が不透明な部分が多く、なおかつその内容に矛盾する内容が数多く存在するにもかかわらず、具体的な情報の開示を求められているのに要求に回答していないこともあり、健全な運営に反するものとの批判が後を絶たない。

### マナー
- 時間稼ぎ[11]

対戦相手の集中力を削ぐため、あるいは大量失点時の腹いせ、いやがらせのために「制限時間ぎりぎりまで投球しない」「タイムの連打」「連続牽制球」「チャットによる連続暴言」を行う。完全にプレイヤーのマナーとモラルの問題であり、タイム最大時間及びイニングごとのタイム回数制限の設定、公式戦のチャットの制限などの対策が講じられているものの、根本的な解決には至っていない。
- 暴言

試合終了後のロビー画面のチャットにおいて暴言を吐くプレイヤーもおり、すぐに退出してもフレンド申請機能のメッセージ欄やメールを使用して暴言を送信することが可能になっている。このうちメールに関してはオプションで受信拒否が可能であるが、フレンド申請に関してはオプションでの拒否手段がない。

### 選手獲得に関する問題
- アシストルーレットの不具合

2007年10月19日未明から10時45分ごろまでにかけてアシストルーレットをプレイすると必ずプレミアカード2枚が配布されるバグが発生した。運営側は同時間帯にファミスタルーレットを回したプレイヤーとそのときにプレミアカードが配布されたプレイヤーのアカウントを停止したため混乱が拡大した。のち配布されたカードは回収、アカウント停止は解除され、ルーレットに使用したFCの支払いなど各種補償が行われた。
- ルーレットをめぐる誤表記問題

2008年12月25日のメンテナンスにて毎年恒例の「福袋ルーレット」が発売されたが、「大福袋」の内容が公式発表と実際の内容が食い違っており、直後に公式HPにて「ルーレット内容の説明文の一部に誤った表現が含まれておりました」として修正されたが、修正前の紹介を前提に「大福袋」ルーレットを購入したプレイヤーに対しては、メールにて抗議連絡を行ったプレイヤーに対してFCでの補償が行われた。
2010年8月26日の「キラキラ！投手＆野手ルーレット」でも一部内容が異なっており、同様に返還希望のメールを送信したプレイヤーに対してFCでの補償が行われた。
- 金銭取引

2008年度版まではゲーム内にトレードシステムが存在せず、それに伴ってゲーム外でプレゼント機能を利用した現金やウェブマネー、商品券（ハンゲーム内で使えるハンコイン商品券など）の類での取引が頻繁に行われ、それが容認されていた。2009年9月17日のメンテナンスにより、ようやくトレード機能が新設されたが、金銭を絡めたトレードは依然存在している）。